# Заклинателят: Началото
„Заклинателят: Началото“ (на английски: Exorcist: The Beginning) е американски свръхестествен филм на ужасите от 2004 г. Предистория е на Заклинателят.
„Заклинателят: Началото“ е преработена версия на вече готовият сценарий на Пол Шредер за „Заклинателят: Господство“. Именно за този филм шефовете на Morgan Creek Productions се опасяват, че ще бъде провал. Отзивите за филма на Рени Харлин са предимно негативни и е финансово неуспешен. Впоследствие Шредер е оставен да направи своята версия „Господство“, която е с малко по-добри отзиви от „Началото“.

## Сюжет
Внимание:  Текстът по-долу разкрива сюжета на произведението (или части от него)!
Историята се развива около отец Мерин, който преживява криза на вярата след ужасяващите неща, на които е свидетел през Втората световна война. След нейният край, Мерин е археолог край Кайро, Египет, когато е помолен от колекционер на антики да отиде до британски разкопки в Туркана, Кения. Разкопките са на византийска църква от 5 век, много преди християнството да достигне до тази част от света. Освен това църквата е отлично запазена, като че ли е била погребана веднага след края на строителството ѝ. Мерин трябва да участва в разкопките и да открие древна реликва преди това да сторят британците. Всичко върви добре, докато Мерин не открива, че нещо зло обитава църквата и влияе на региона. Местните племена, наети да копаят, отказват да влязат в църквата. Те разказват истории за чума, затрила селото. Мерин не обръща внимание на легендата и изкопава един от гробовете на жертвите на чумата, който се оказва празен. В същото време злото обръща хората един срещу друг, започват жестокости и кръвопролития.

## Актьорски състав
- Стелан Скарсгорд – отец Ланкастър Мерин
- Изабела Скорупко – Сара
- Джеймс Д'Арси – отец Франсис
- Ралф Браун – сержант Мейджър